# Fostoria Motor Car Company
Fostoria Motor Car Company war ein US-amerikanischer Hersteller von Automobilen.

## Unternehmensgeschichte
William H. Radford war Konstrukteur bei der Detroit-Oxford Manufacturing Company in Oxford. Nach deren Auflösung im Jahre 1905 nahm er den einzigen Prototyp mit und wechselte nach Ohio. 1906 gründete er das neue Unternehmen in Fostoria. Er begann mit der Produktion von Automobilen. Der Markenname lautete Fostoria. 1907 endete die Produktion.
Es bestand keine Verbindung zur Fostoria Light Car Company, die ein paar Jahre später den gleichen Markennamen verwendete.
Radford war danach für die Hudson Motor Car Co. und später für Warren Motor Car Company, Pilgrim Motor Car Company und Balboa Motor Car Company tätig.

## Fahrzeuge
Im Angebot stand nur ein Modell. Es hatte einen Zweizylindermotor mit 16 PS Leistung. Das Fahrgestell hatte 229 cm Radstand. Die Fahrzeuge waren als offene Tourenwagen karosseriert. Sie boten Platz für fünf Personen.